# 하링
하링(네덜란드어: haring→청어)은 네덜란드의 청어 절임 요리이다. 네덜란드어로는 홀란처 니우어(Hollandse Nieuwe), 마트여스하링(maatjesharing), 또는 마트여스(maatjes)로 부르기도 한다.

## 같이 보기
- 과메기
- 사시미